# Genrikh Fedosov
Genrikh Aleksandrovich Fedosov (Velikiye Luki, 6 de dezembro de 1932 - 20 de dezembro de 2005) foi um futebolista soviético que atuava como atacante.

## Carreira
Genrikh Fedosov fez parte do elenco da Seleção Soviética na Copa do Mundo de 1958.

## Títulos
- Primeira Divisão Soviética: 1954, 1955, 1957, 1959.